# Ayenia klugii
Ayenia klugii là một loài thực vật có hoa trong họ Cẩm quỳ. Loài này được Cristóbal & Arbo mô tả khoa học đầu tiên năm 1971.